# 제1야전군
제1야전군(第一野戰軍, 영어: First ROK Army), 상징명칭 통일대(統一臺)는 한반도 군사 분계선을 기준으로 대한민국의 동부 전선을 책임지던 대한민국 육군의 야전군으로, 강원도 원주시에 사령부를 두고 있었다.

## 역사

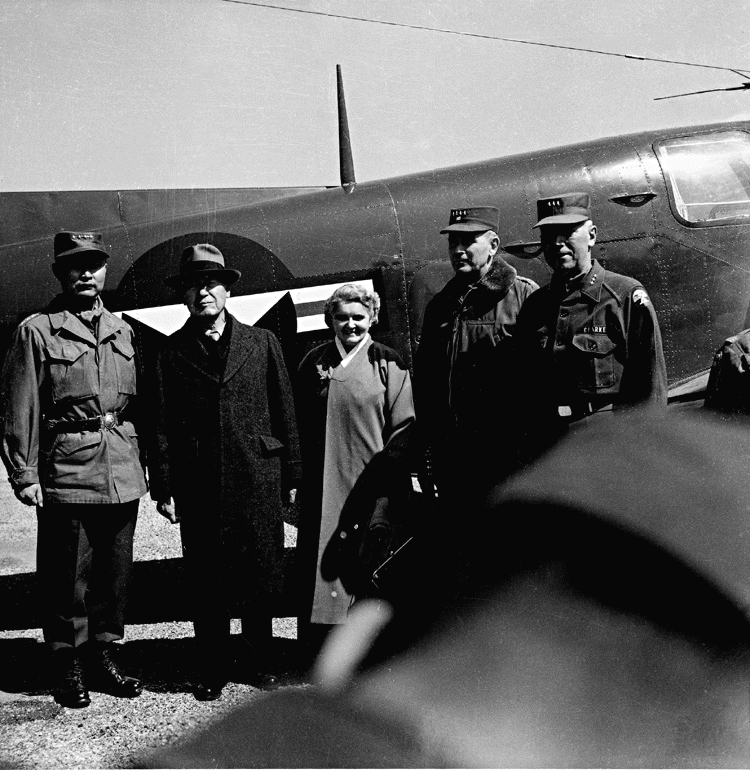
이승만 대통령 내외가 강원도 양구군의 일선부대에서 열린 국군 야전사령관 작전지휘권 이양식에 참석했다.

한국 전쟁이 휴전된 후, 1953년 12월 15일 강원도 인제군 관대리에서 백선엽 중장을 초대 지휘관으로 임명하고 창설되었다.
1954년 3월부터 본격적인 야전군 사령부로서의 기능을 발휘하여 경기도와 강원도 지역을 통솔하기 시작하였다. 이후, 원주시로 사령부를 옮겼다.
1971년 4월 2일 닉슨 독트린의 영향으로 경기도 지역의 미국 제1군단과 제7보병사단이 한반도를 떠났다.
1973년 7월 1일, 경기도 지역을 제3야전군에 인계하였다. 제1군단, 제5군단, 제6군단을 포함한 49개 육군 부대가 1군에서 벗어나 3군으로 옮겨졌다.
2000년 12월, 국방개혁 2020로 계획된 제3야전군과 함께 지상작전사령부로 병합될 예정이었으나, 전투력 공백화 등의 갖가지 문제가 생길 수 있어 무기한 연기되었다.
2013년 5월 14일에 "~군사령관"에서 "~야전군사령관"으로 구분하고 임무를 명확하게 교정하려는 목적에 따라 명칭을 개정하는 법안이 통과했다. 이로서 1, 2, 3군사령관으로 불리던 직책은 (1,3)야전군사령관, 2군사령관은 2작전사령관으로 바뀌었다.
2016년, 제102보충대대가 해체되었다.
2018년 12월 31일에 해체, 제3야전군과 통합되어 지상작전사령부로 개편되었다. 

## 부대

### 예하부대
- 제2군단 "쌍용"
- 제3군단 "산악"
- 제8군단 "동해충용"

### 직속부대
- 제36보병사단 "백호"
- 제3기갑여단 "번개"
- 제11정보통신단
  - 제61통신대대
  - 제111통신대대
  - 제112통신대대
- 제11포병단
  - 제975포병대대
  - 제976포병대대 "불사조"
- 제1107공병단
  - 제130환경대대
  - 제152공병대대
  - 제153공병대대
- 제1173공병단
- 제102보충대대
- 제842방공중대
- 제1군견교육대
- 제1군사령부 근무지원단

### 지원부대
- 제1군수지원사령부
- 제12항공단 - 항공작전사령부

## 역대 사령관
제1야전군사령관은 창설 이래 9대 김계원 장군까지는 중장이 보임되었으며, 15대 김학원 장군을 제외하고는 10대 서종철 장군때부터 줄곧 대장이 보임되었다.

## 같이 보기
- 대한민국 육군의 부대 조직 및 편성 목록
- 주한 미군
- 한미연합사령부

## 참고

### 인용
1. ↑  “대한뉴스 제37호: 국군 제1야전군 창설”. e-영상역사관. 2014년 4월 29일에 원본 문서에서 보존된 문서. 2014년 4월 29일에 확인함.
2. ↑  김민석 (2002년 2월 23일). “지상 작전사령부 창설 무기연기”. 동아일보. 2014년 3월 17일에 원본 문서에서 보존된 문서. 2014년 3월 17일에 확인함.
3. ↑  권경선 (2013년 5월 14일). “군사령관→야전군사령관으로 명칭 변경”. 한국일보. 2014년 4월 22일에 원본 문서에서 보존된 문서. 2014년 4월 21일에 확인함.

### 자료
- “제1군 및 제2군 사령부 창설”. 국가기록원. 2007년 12월 1일. 2015년 5월 8일에 원본 문서에서 보존된 문서. 2011년 3월 26일에 확인함.
- “FROKA (First ROK Army) / 1st Field Army Command” (영어). globalsecurity.org. 2015년 1월 16일에 확인함.